# 3e régiment de parachutistes d'infanterie de marine
Il 3º Reggimento Paracadutisti di Fanteria di Marina (francese: 3e régiment de parachutistes d'infanterie de marine) è un reggimento di fanteria paracadutista appartenente alle Troupes de marine dell'Esercito francese.
Esso deriva dallo scioglimento del 3º Battaglione Coloniale dei Commando Paracadutisti, creato nel 1948, e del 3º Reggimento di Paracadutisti Coloniali.

## Storia

### In Indocina
Il 1º gennaio 1948, a Saint-Brieuc, viene creato il 3º Battaglione Coloniale dei Commando Paracadutisti. Esso viene inviato nell'ottobre dello stesso anno in Indocina, per reprimere il movimento indipendentista indocinese. Una cruenta guerra, che ebbe uno dei suoi più drammatici apici nella battaglia di That Khe. Il battaglione fu così decimato, e venne sciolto nel 1950.
Il 27 dicembre 1951 esso fu ricreato, con il nome di 3º Reggimento di Paracadutisti Coloniali. Combattendo sempre nella Guerra d'Indocina, esso si distinse per il proprio valore sul campo, ma anche per i metodi coercitivi e punitivi utilizzati sui prigionieri di guerra indocinesi, che comprendevano torture e brutalità.
Anch'esso fu decimato, soprattutto nella Battaglia di Dien Bien Phu.

### In Algeria
Il 1º giugno 1955 fu ricostituito e passò agli ordini del pluridecorato colonnello Bigeard. Al suo comando fu inviato in Algeria, per reprimere il movimento di liberazione nazionale, insorto per emanciparsi dalla dominazione coloniale francese. Il reggimento ebbe un ruolo da protagonista nella Guerra d'Algeria, e nella cosiddetta Battaglia d'Algeri. Operò più come forza di controguerriglia urbana che come formazione militare.
Nell'ambito di questo controverso ruolo è documentato l'esercizio di torture e sevizie sui prigionieri algerini durante gli interrogatori, e sono stati ipotizzati presunti voli della morte (metodici sequestri e sparizioni nel mare di ribelli e presunti tali), a fronte della scomparsa dalle carceri di 30.000 detenuti algerini.

### Operazioni militari recenti
- 1990/91: Arabia Saudita
- 1991: Iraq-Turchia
- 1990/91/92/95/96: Ciad
- 1990: Gabon
- 1991: Togo
- 1991/93: Zaire
- 1990/93/94: Ruanda
- 1995/1996: Bosnia
- 1997/98/99/2000: Congo
- 1999: Kosovo
- 2000: Kosovo